# 兩次世界大戰期間的瑞士
瑞士在第一次及第二次世界大戰時期維持武裝中立，在軍事上並未參與其中。由於其中立狀態，瑞士與當時各集團在外交、諜報、貿易以及難民的收容上有著微妙關係。

## 一戰時期
在瑞士邊境靠近斯泰爾維奧山口（Stelvio Pa，屬於義大利）的地區，有一處名為Dreisprachenspitze（意指「三語峰」，也就是德語、義大利語及羅曼什語的交匯點）的地點設有哨站與旅館。而邊境之外正是戰爭期間的激烈戰場之一，戰火幾乎伸入了瑞士領土。由於此區域正好夾在奧匈帝國與義大利王國之間，當時奧匈帝國、德國與義大利之間有一條約定，就是不可在瑞士領土內交火。此外因為瑞士領土正好只包含靠近山頂附近，因此這些交戰國可以在山下隘口處作戰。
此外，1917年興起於蘇黎世的達達主義運動，是流亡者所發起的一場針對戰爭的文化反應。當時列寧也流亡蘇黎世，他在離開之後前往彼得格勒（現在的聖彼得堡），領導了俄羅斯十月革命。
一戰時期曾發生一場稱為格林-霍夫曼事件（Grimm-Hoffmann-Affäre）的短暫醜聞，使得瑞士的中立性一時間遭受嚴重質疑。

## 戰間期
在1919年5月11日，奧地利的福拉爾貝格州經過公民投票表決，在80%的支持下決議加入瑞士聯邦。不過當時的奧地利政府、協約國、瑞士自由派，以及瑞士的義大利語及法語裔人士反對並抵制了這項決議。此外，瑞士在1920年曾加入當時的國際聯盟。

## 二戰時期

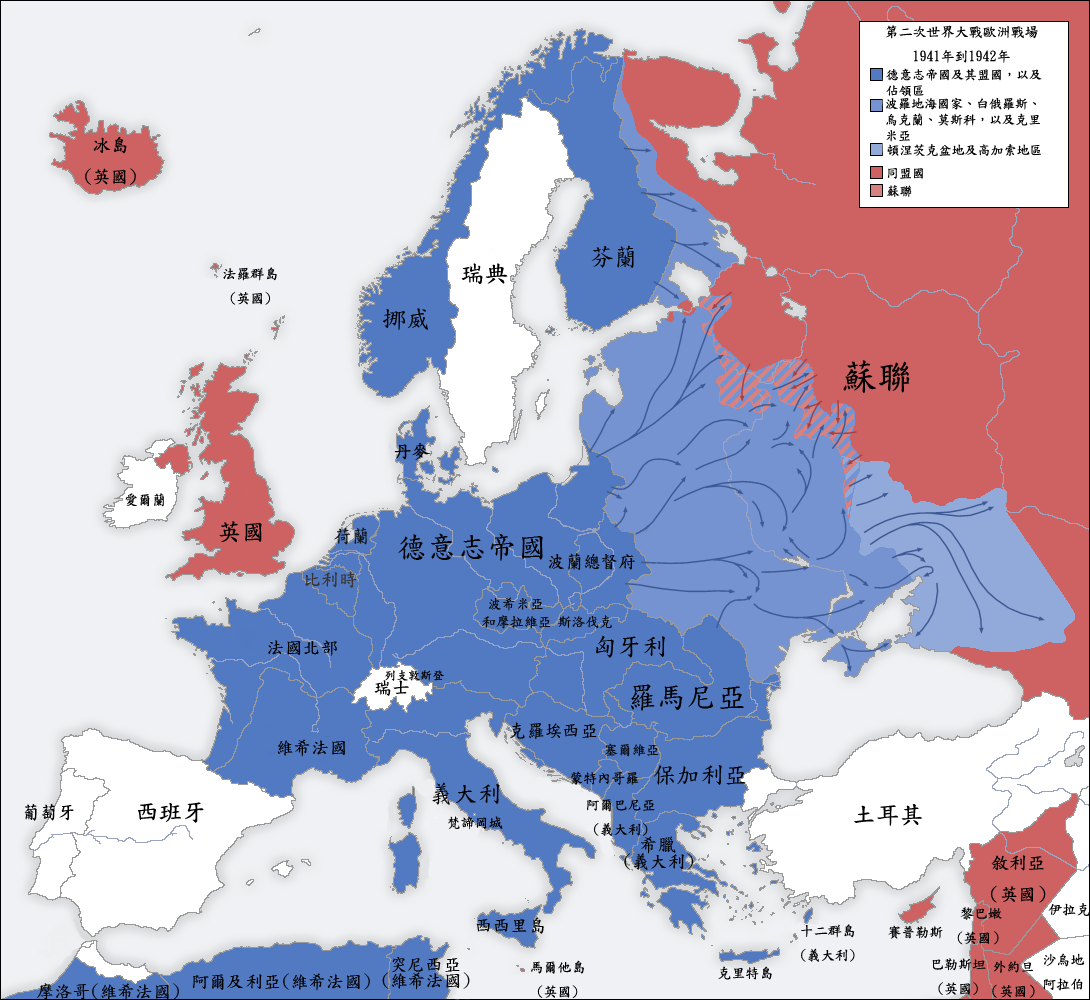
瑞士倖免於軸心國在1940到1944年間的擴張。

二戰時期德國曾對瑞士策劃了名叫聖誕樹行動的侵略計畫，義大利亦會加入此行動奪取提契诺及部份瑞士義大利語區，但之後實際上並未攻擊瑞士。瑞士透過給德國的一些經濟上的特許協議，再加上其他的軍事因素使瑞士得以保持獨立。而瑞士的一個小型納粹政黨在戰爭期間曾企圖使德國合併瑞士，但最後並未成功。二戰後，瑞士與其他受創嚴重的西歐國家接受美國的馬歇爾計劃。

## 外部連結
- Switzerland's Neutrality （页面存档备份，存于）